# Dallal Merwa Achour
Dallal Merwa Achour (ur. 3 listopada 1994 w Al-Bulajda w Algierii) – algierska siatkarka grająca jako przyjmująca. Obecnie występuje w drużynie ESF Mouzaia.